# Calverton (New York)
Calverton ist ein „zu Statistikzwecken definiertes Siedlungsgebiet“ (census-designated place, CDP) auf Long Island im amerikanischen Bundesstaat New York, welches zum größeren Teil der Stadt Riverhead und zum kleineren Teil der Stadt Brookhaven zugerechnet wird. Das U.S. Census Bureau ermittelte bei der Volkszählung 2020 eine Einwohnerzahl von 5934.
Calvertons Geschichte ist eng mit der Naval Weapons Industrial Reserve Plant (Calverton) verknüpft, welche 1953 von der United States Navy gegründet und von der Firma Grumman unter anderem für den Bau der F-14 Tomcat verwendet wurde. Als Grumman 1994 von Northrop übernommen wurde, zog sich die Firma Northrop Grumman ab 1995, gemeinsam mit der US Navy immer mehr aus Calverton zurück. Es gibt anhaltende Diskussionen über Umweltschäden, insbesondere eine Verunreinigung des Bodens mit PFAS.
Für das Gelände wurden unterschiedliche Geschäftsideen, wie eine Indoor-Skihalle oder ein Industriepark, vorgeschlagen.
Die im Personen- und Güterverkehr genutzte Main-Line-Bahnstrecke der Long Island Rail Road führt in West-Ost-Richtung durch Calverton. Von 1880 bis in die 1980er-Jahre bestand ein zunächst Baiting Hollow, später Calverton genannter Haltepunkt für den Personenverkehr. Seit dessen Schließung liegt der nächstgelegene Bahnhof in Riverhead.